# Белен Куеста
Белен Куеста Ламас (ісп. Belén Cuesta Llamas; нар. 24 січня 1984, Севілья, Іспанія) — іспанська акторка. Закінчила Малазьку вищу школу драматичного мистецтва.

## Вибіркова фільмографія
- Вісім каталонських прізвищ (2015)
- Нам треба поговорити (2016)
- Лелеки (2016)
- Паперовий будинок (2017 - 2021)

| Актор | Це незавершена стаття про акторку. Ви можете допомогти проєкту, виправивши або дописавши її. |

1. ↑  Person Profile // Internet Movie Database — 1990.